# Diaspora vietnamienne

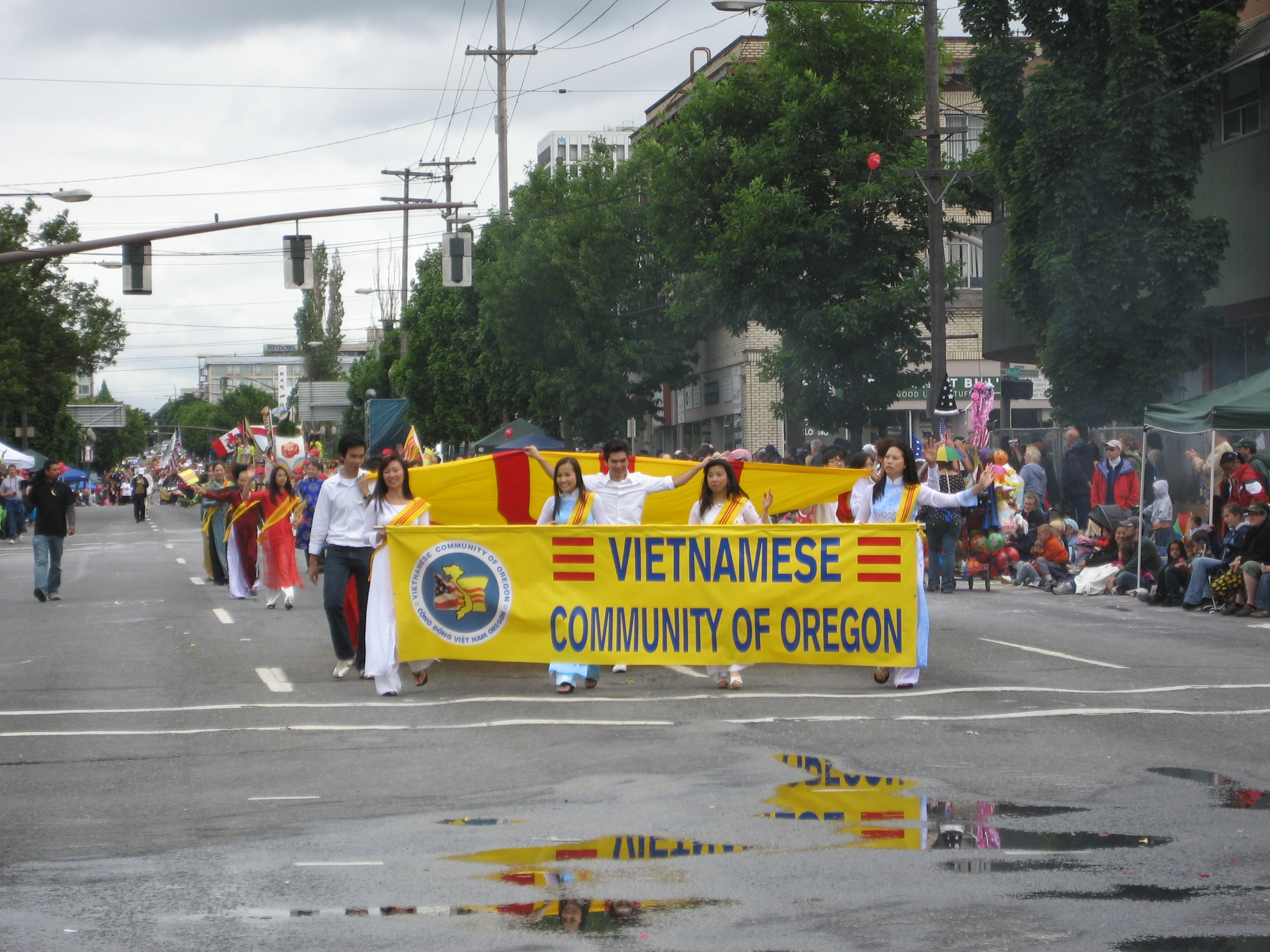
Communauté vietnamienne de Portland (Oregon) en 2009.

La diaspora vietnamienne représente environ 4,5 millions de personnes au monde en 2018. La moitié environ vit aux États-Unis, qui recensent 2,1 millions de Vietnamiens.
Le terme de « Vietnamiens résidant à l’étranger » (người Việt Nam định cư ở nước ngoài) est plus représentatif pour décrire la diaspora vietnamienne. Elle est notamment utilisée dans l’article 3 de la Loi sur la nationalité de la République socialiste du Vietnam de 2009. L'appellation Việt Kiều, qui désigne les Vietnamiens vivant à l’extérieur de leur pays, a une connotation plutôt négative, car elle fait référence aux exilés politiques qui s'opposaient au régime communiste. Cependant, cette appellation est aujourd’hui très utilisée pour faire référence aux personnes originaires du Viêt Nam ayant une vie très aisée à l’étranger.[réf. nécessaire]

## Historique
Avant 1975, la diaspora vietnamienne se retrouve localisée en Thaïlande, au Cambodge et au Laos, et représente environ 150 000 personnes. Le groupe de réfugié en Thaïlande se compose de catholiques vietnamiens au début du XVIIIe siècle et leur nombre s’accroît à partir de 1945 avec des groupes de la résistance qui soutiennent les communistes de Hô Chi Minh. Ils utilisent la Thaïlande comme lieu stratégique pour combattre les colonisateurs français. Les réfugiés au Cambodge et au Laos sont un regroupement de fonctionnaires envoyés par les colonisateurs français qui a pour but de gérer l’administration de l’Union indochinoise. 
En dehors de l’Asie du Sud-Est, seule la France compte alors une importante minorité vietnamienne, qui représente environ 30 000 personnes[réf. nécessaire]. Ce nombre s’explique par la mobilisation des Vietnamiens envoyés en France pour soutenir les alliés dans la Première Guerre mondiale.
Après la chute de Saïgon en 1975, la répartition des Vietnamiens à l’étranger s'élargit vers d’autres pays. Plusieurs facteurs en sont la cause, dont l’excès d’autorité exercé par le Parti communiste vietnamien, la situation économique faible et le déclenchement de guerres avec le Cambodge et avec la Chine en 1979. Ce n’est qu'au milieu des années 1990 que le flux d’émigrants se tarit.

### Début du nationalisme transnational
Après la réunification du Viêt Nam en 1976, les Việt Kiều sont considérés comme des ennemis de la République communiste vietnamienne. Selon les dirigeants, fuir le pays après la victoire du communisme est un acte de trahison envers la patrie. Cette mise à l’écart perdure pendant 10 années et ce n’est qu’au 4e congrès du Parti communiste vietnamien que Hoàng Bích Sơn, le président du Comité central des Việt Kiều, affirme dans son discours que « la communauté vietnamienne de l’étranger fait partie intégrante du peuple vietnamien ». La politique du renouveau (đổi mới) engage le Parti communiste à renouer ses liens avec les Vietnamiens à l’étranger.

### Concrétisation de l’Union nationale
Le décret gouvernemental no 74-CP en 1994, habilite le Comité central des Việt Kiều et lui donne plus de responsabilités sur des projets en lien avec le message de l’Union nationale et de la politique de rapprochement. En 2004, le Bureau politique (politburo) du Parti communiste vietnamien promulgue sa vision et sa mission dans sa directive no 36-NQ/TW qui véhicule le texte suivant « Tout Vietnamien, quelles que soient son origine ethnique, religieuse, familiale, sociale et la raison de son expatriation, s’il désire apporter sa contribution à la réalisation de l’objectif ci-dessus, est bienvenu dans le bloc de la Grande Union nationale ». Cette affirmation démontre l’importance qu’accorde le Parti Communiste de mobiliser les Vietnamiens de l’étranger, et peu importe les raisons de leur départ.

### Retour de personnages symboliques
En 2004 marque le retour de Nguyễn Cao Kỳ, vice-président du Sud-Vietnam de 1967 à 1971 et figure symbolique durant du mouvement anticommuniste. Suit le moine bouddhiste Thích Nhất Hạnh en 2005, exilé depuis 1966 pour ses critiques envers le gouvernement communiste sur les droits de l’homme. La permission accordée par le Parti communiste pour ces deux personnages de revenir dans leur pays natal témoigne de l’ouverture et de la tolérance de sa politique de rapprochement. 

### Loi sur la nationalité
Avant 2008, la loi vietnamienne n’autorise pas la double nationalité. La loi sur la nationalité de 2009 permet la possession de deux citoyennetés, sous certaines conditions. De plus, cette loi accorde l’accès à la propriété pour les Vietnamiens de l’étranger.

## Rôle dans l'économie du Viêt Nam
Au début des années 1990, bien que les transferts de fonds représentent un montant négligeable de l'économie nationale, le Parti communiste comprend l’importance des remises monétaires qui permettent aux familles des ressortissants à l’étranger d’améliorer leurs conditions de vie et qui contribuent directement à l’économie du Viêt Nam par la consommation des biens et de services. 
Entre 1993 et 2014, le Viêt Nam reçoit un montant total de 96,66 milliards de dollars américains, soit une moyenne de 4,4 milliards de dollars américains par année, ou 6,8 % de son PIB.
En 2015, le Viêt Nam se classe au 11e rang des pays destinataires de fonds par leur diaspora, avec 12,3 milliards de dollars américains. En 2018, ce montant atteint 15,9 milliards de dollars américains.